# Liste von Burgen und Schlössern in der Ukraine
Diese Liste führt Burgen und Schlösser in der Ukraine auf.

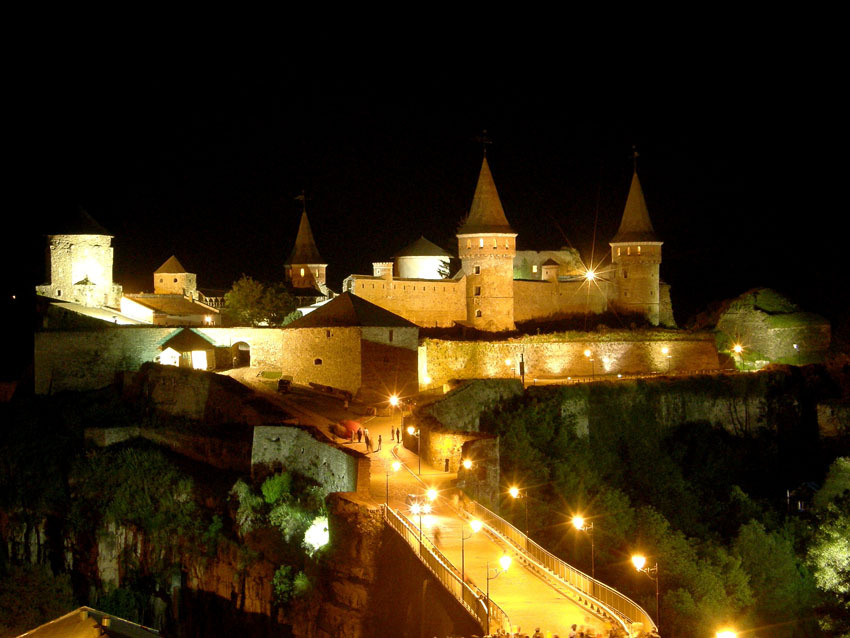
Kamjanez-Podilskyj Castle, 2008

## Oblast Charkiw
1. Schariwka Palast, Schariwka

## Oblast Chmelnyzkyj
1. Burg Isjaslaw in Isjaslaw

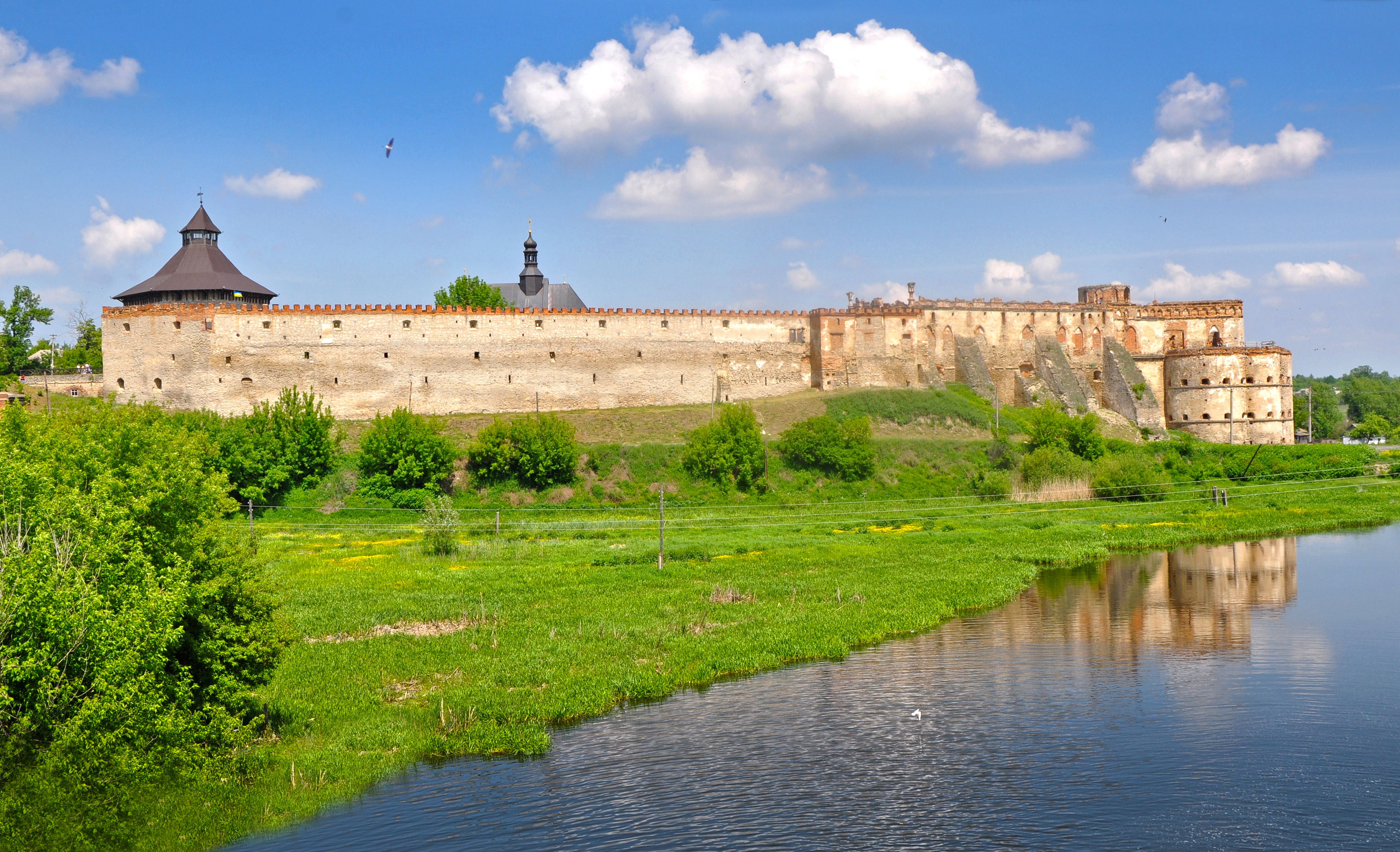
Flussseite der Festung Medschybisch

2. Festung Kamjanez-Podilskyj in Kamjanez-Podilskyj
3. Burg Letytschiw in Letytschiw
4. Burg Medschybisch in Medschybisch
5. Burg Tyhoml

## Oblast Dnipropetrowsk
1. Festung Kodak bei Dnipropetrowsk
2. Studentenpalast in Dnipropetrowsk

## Oblast Iwano-Frankiwsk
1. Burg Halitsch in Halytsch

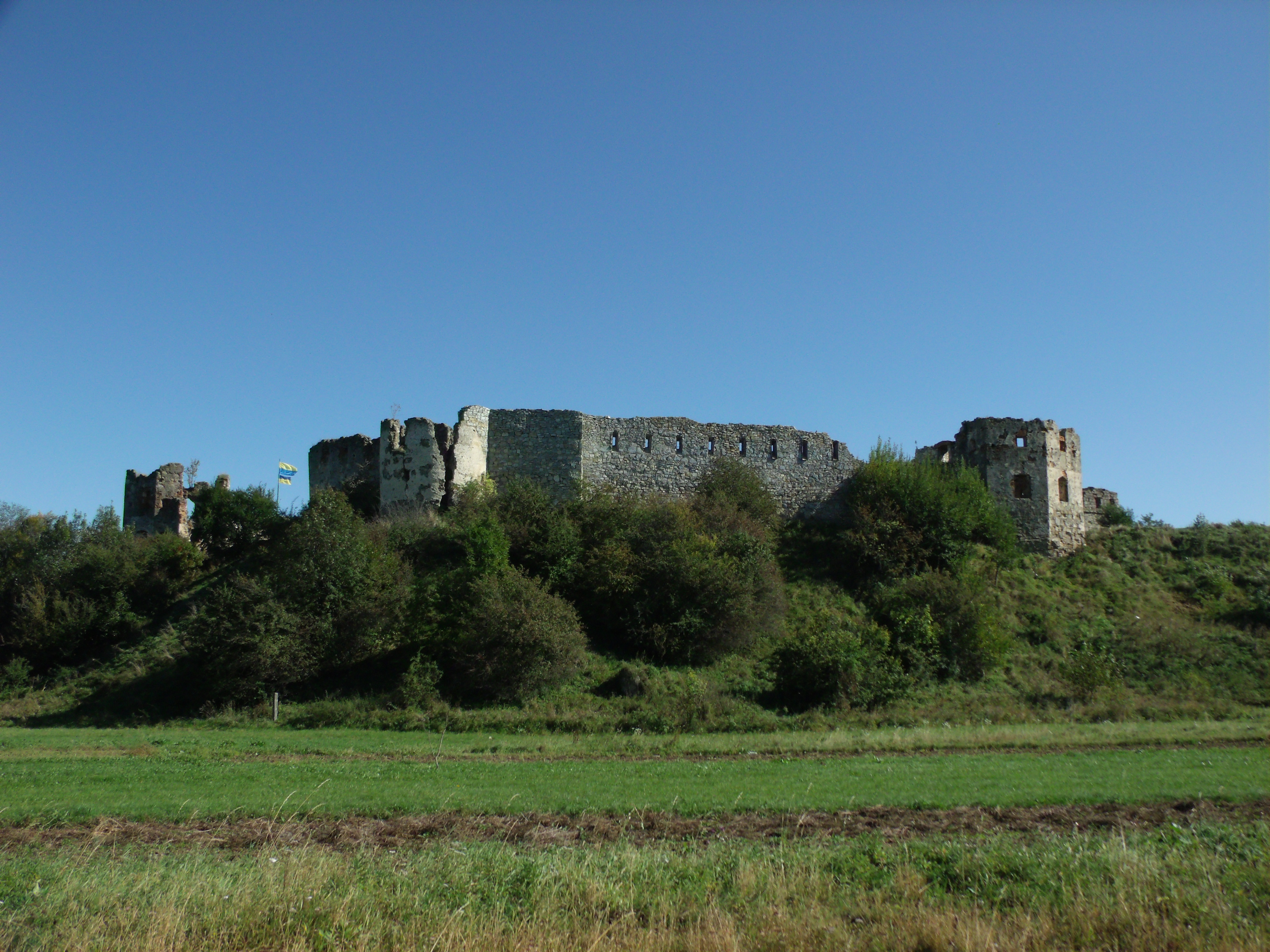
Die Ruinen der Burg Pniw

2. Festung Stanislau in Iwano-Frankiwsk
3. Burg Pniw in Pniw

## Oblast Kiewund HauptstadtKiew
1. Festung Kiew

## Autonome Republik Krim
1. Festung Arabat
2. Çufut Qale bei Bachtschyssaraj
3. Djulber in einem Vorort von Jalta

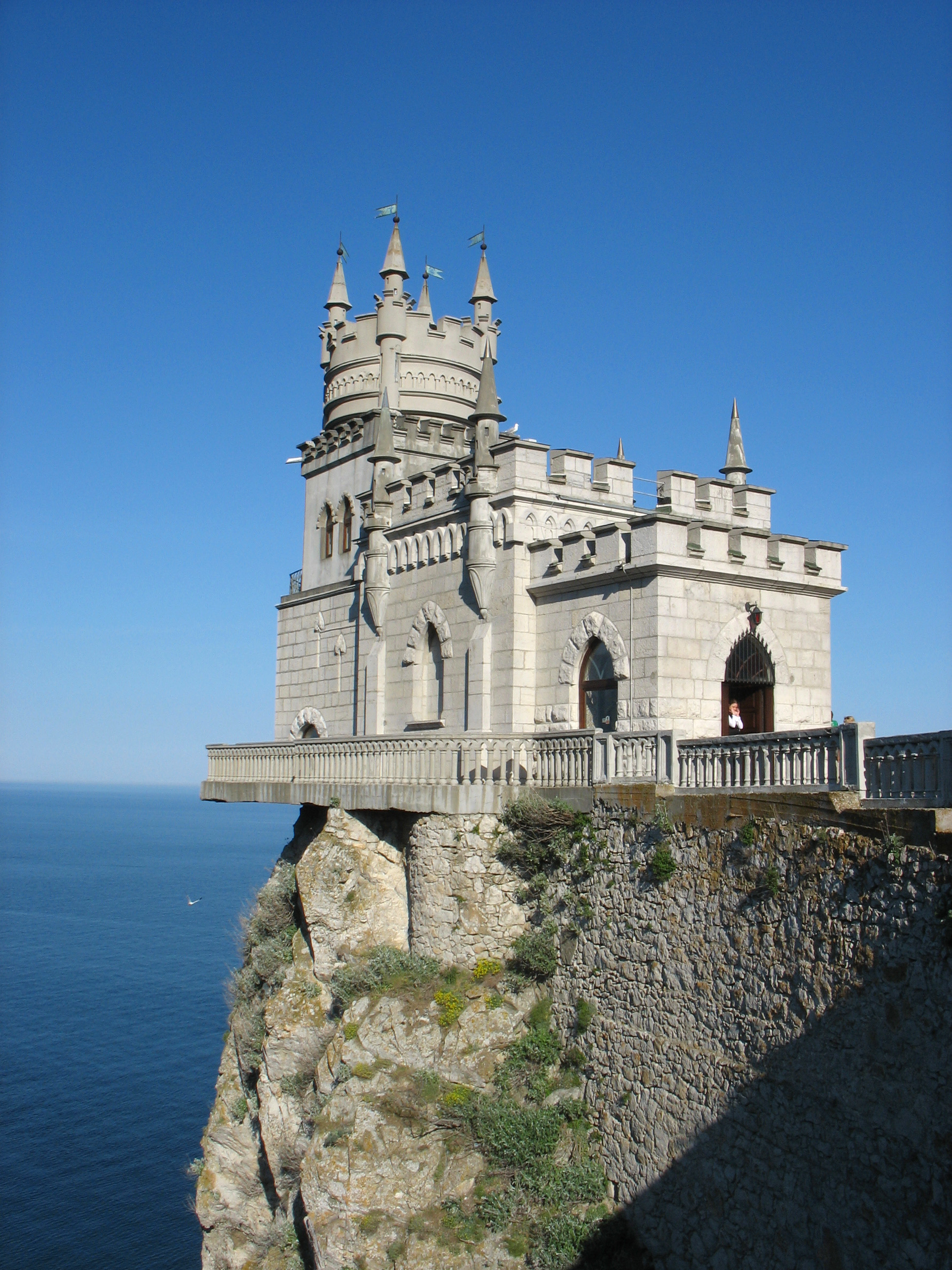
Das Schwalbennest auf der Krim

4. Genuesische Festung Balaklawa in Balaklawa
5. Genuesische Festung Feodossija in Feodossija
6. Genuesische Festung Sudak in Sudak
7. Golizyn-Palast in Haspra
8. Jenikale bei Kertsch
9. Jussupow-Palast in einem Vorort von Jalta
10. Khanpalast von Bachtschyssaraj, Bachtschyssaraj
11. Liwadija-Palast in einem Vorort von Jalta
12. Massandra-Palast in einem Vorort von Jalta
13. Schwalbennest bei Jalta
14. → Woronzow-Palast in Alupka

## Oblast Lwiw

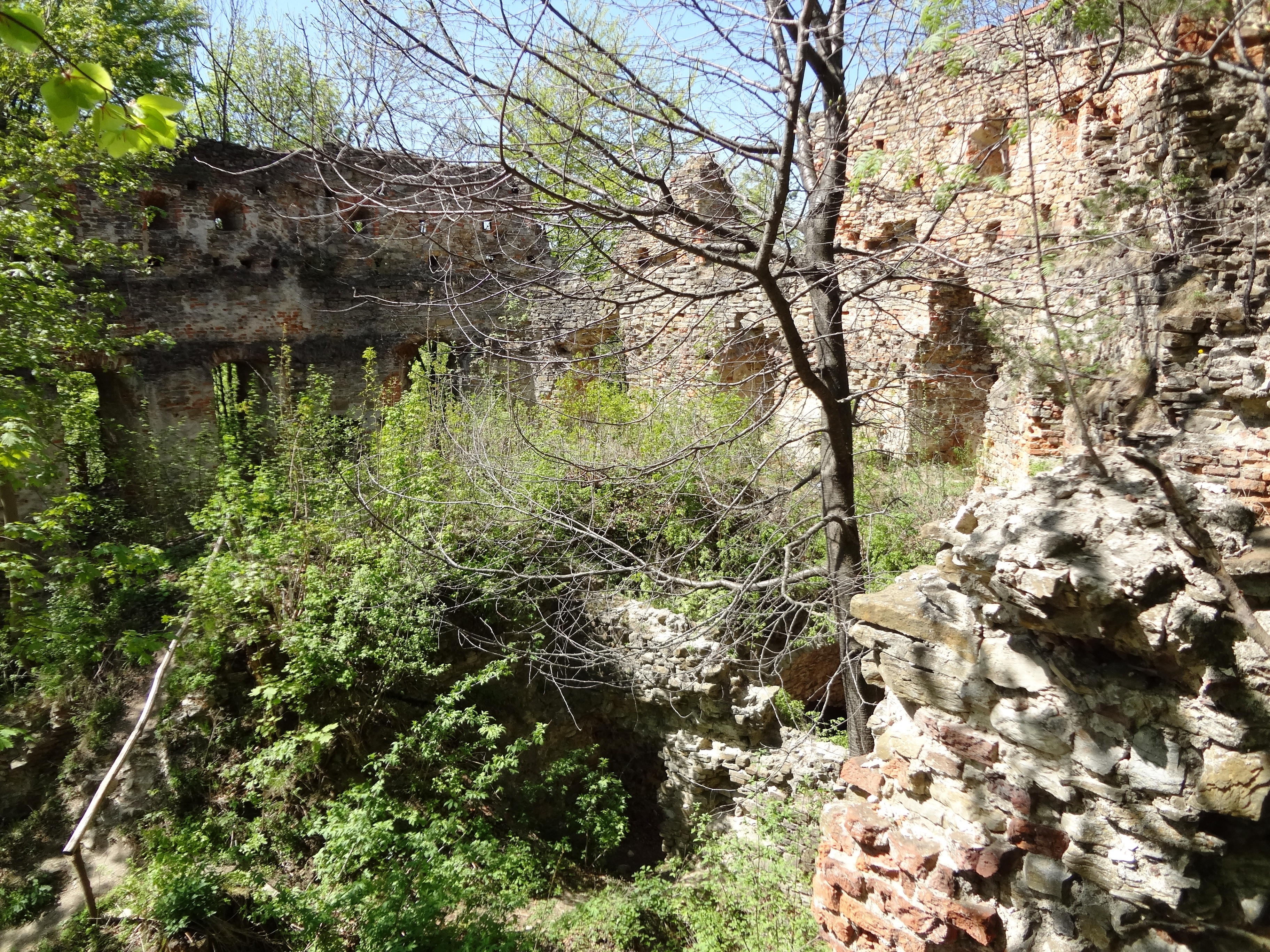
Das Innere der Burg Dobromil

1. Burg Gologory (Burgstall) befand sich nordöstlich des Dorfes Gologory (Holohory) (Rajon Solotschiw)
2. Burg Herburt (Burg Dobromil) in Dobromyl
3. Hohes Schloss bei Lemberg
4. Schloss Murowane bei Laszki Murowane (Rajon Staryj Sambir)
5. Burg Niski (Burgstall) stand in Lemberg
6. Burg Olesko
7. Burg Pidhirzi
8. Schloss Pomorjany in Pomorjany
9. Schloss Schowkwa in Schowkwa
10. Schloss  Solotschiw in Solotschiw
11. Burg Stare Selo in Stare Selo
12. Burg Swirsch in Swirsch
13. Potocki Schloss (Krystynopol Palast) in Tscherwonohrad

## Oblast Odessa

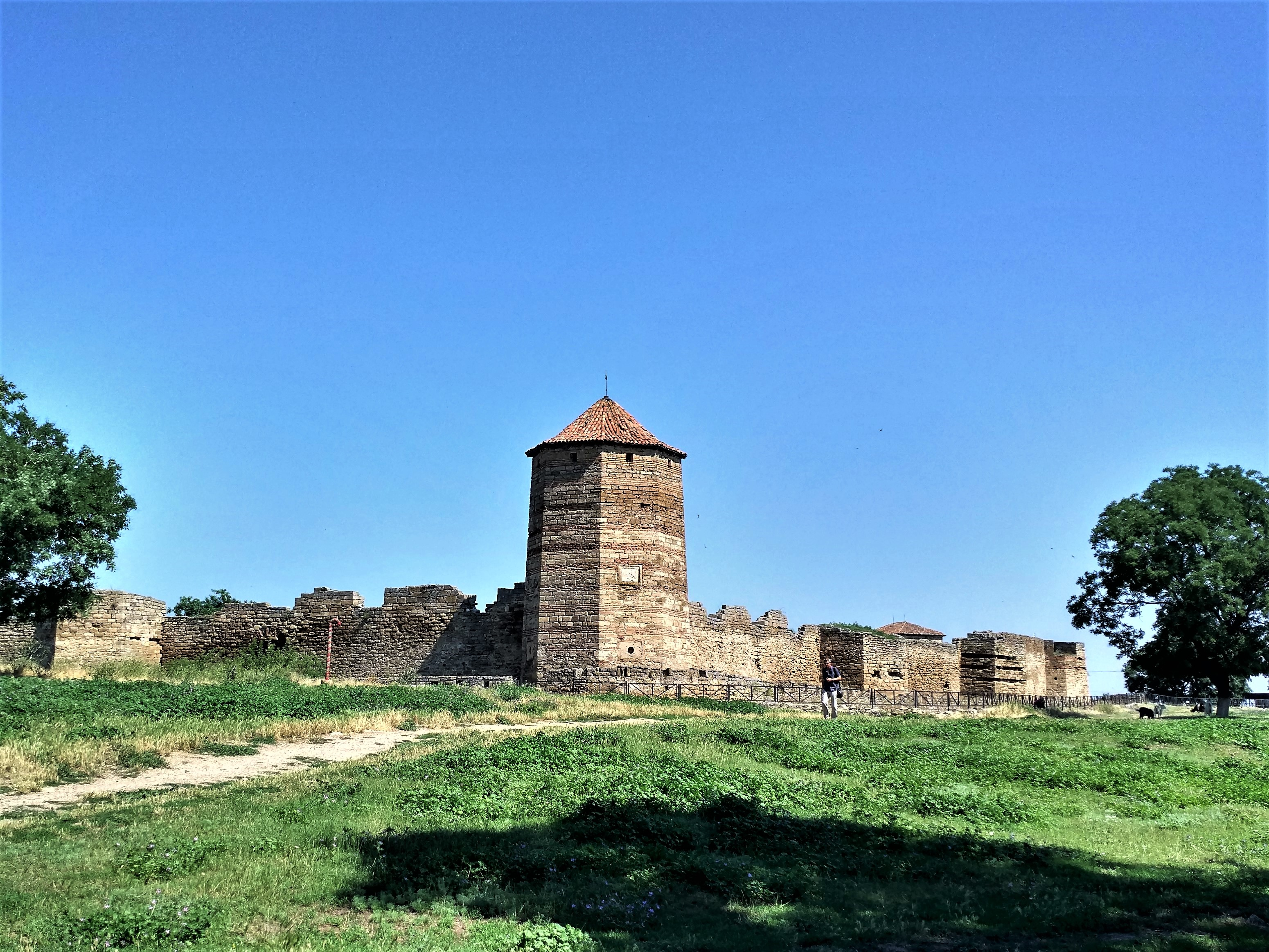
Die Küstenfestung Akkermann

1. Festung Akkerman in Bilhorod-Dnistrowskyj
2. Burg Kilija in Kilija
3. Festung Ismajil in Ismajil

## Oblast Riwne
1. Burg Dubno in Dubno
2. Burg Ostroh in Ostroh

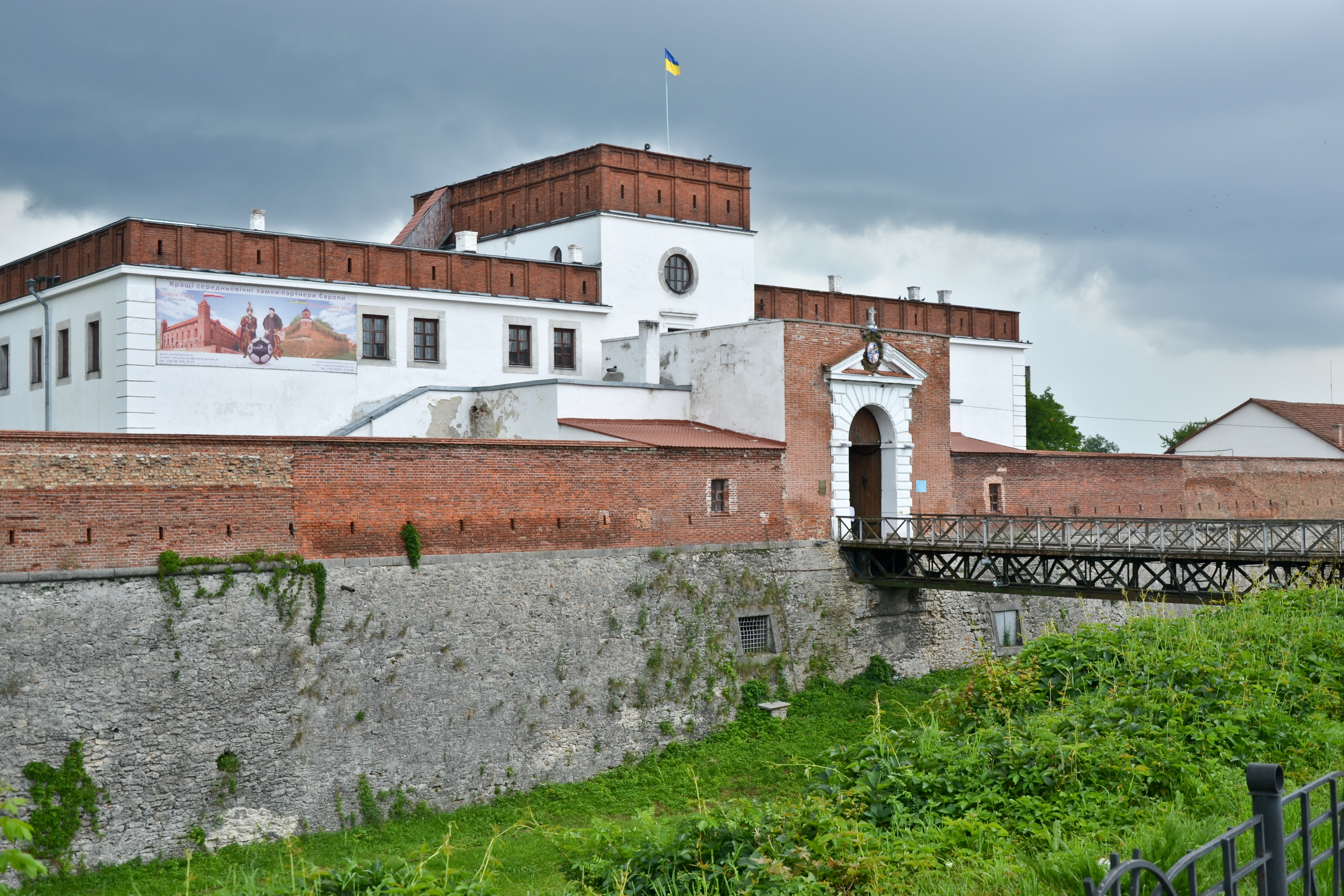
Eingangsseite zur Burg und Festung Dubno

3. Festung Tarakaniw oder Neue Dubno Festung in Tarakaniw

## Oblast Saporischschja
1. Burg Popow in Wassyliwka

## Oblast Ternopil
1. Schloss Badeni in Koropez
2. Burg Bereschany in Bereschany

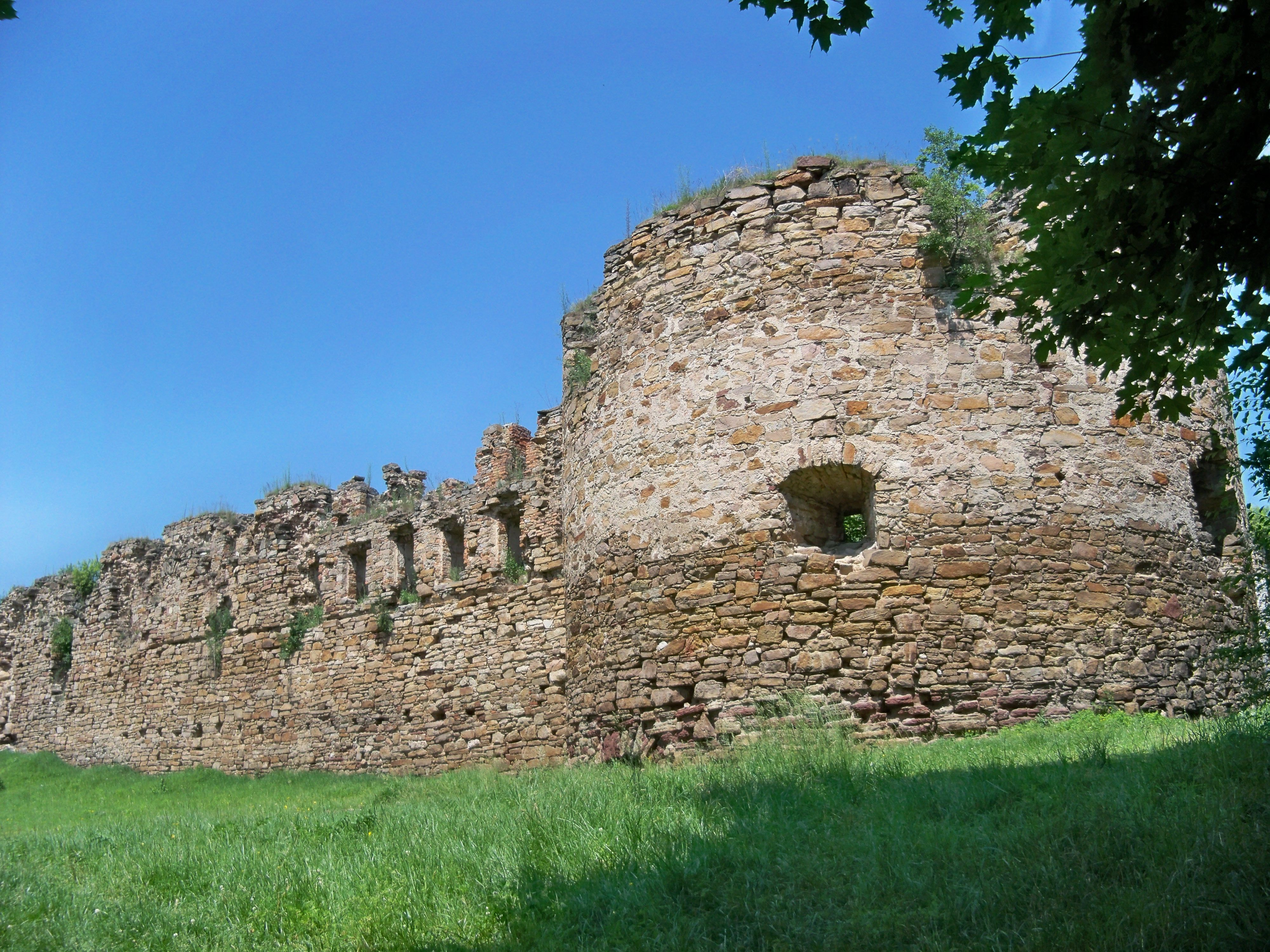
Ruinen der Burg Mykulynzi

Ruinen der Festung Butschatsch

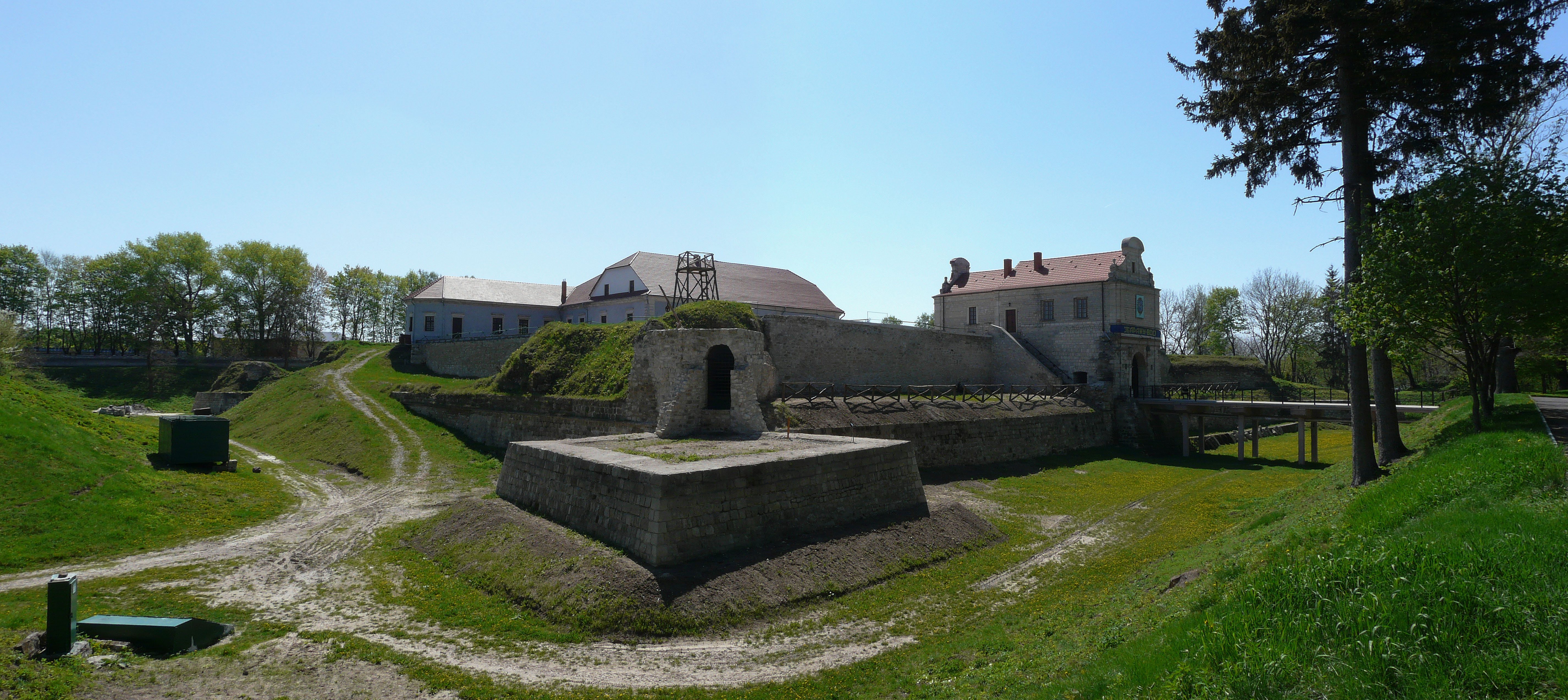
Burg Sbarasch

3. Schloss Bilokrynyzja in Bilokrynyzja
4. Burg Budaniw in Budaniw
5. Festung Butschatsch in Butschatsch
6. Schloss Jahilnyzja (späteres Schloss) in Jahilnyzja (Rajon Tschortkiw)
7. Burg Janow in Dolyna (früher Janow) (Rajon Terebowlja)
8. Burg Jaslowez in Jaslowez
9. Schloss Kolyndjany in Kolyndjany
10. Festung Kremenez in Kremenez
11. Burg Krywtsche in Krywtsche (Rajon Borschtschiw)
12. Burg Kudrynzi in Kudrynzi
13. Burg Mykulynzi in Mykulynzi
14. Schloss Mykulynzi in Mykulynzi
15. Festung Ozerna (Schanze Jezierna), abgegangen, Oserna
16. Burg Pidsamotschok in Pidsamotschok (Rajon Butschatsch)
17. Schloss Salischtschyky in Salischtschyky
18. Burg Sbarasch in Sbarasch
19. Burg Skala-Podilska in Skala-Podilska
20. Burgstall Schmankivtsi, Shmankivtsi
21. Skalater Burg in Skalat
22. Burgruine Saliszi in Saliszi
23. Burg Sbarasch in Sbarasch
24. Burg Solotyj Potik in Solotyj Potik
25. Schloss Solotyj Potik in Solotyj Potik
26. Burg Sydoriw in Sydoriw (Rajon Hussjatyn)
27. Schloss Strussiw in Strussiw
28. Burg Terebowlja (Burg Casimir des Großen) in Terebowlja (Trembowla)
29. Burg Toky in Toky (Rajon Pidwolotschysk)
30. Burg Tscherwonohorod (Rote Burg) in Tscherwonohrod (Rajon Salischtschyky)
31. Burg Tschortkiw in Tschortkiw
32. Schloss Wyschniwez (Schloss Wiśniowiecki) in Wyschniwez
33. Wyssitschka in Wyssitschka (Rajon Borschtschiw)
34. Ternopiler Schloss in Tarnopol
35. → Schloss Sawaliw (Schloss Zastawcze oder Schloss Zawałowie), Sawaliw, (1917 zerstört)

## Oblast Transkarpatien
1. Burg Palanok in Mukatschewo
2. Ungburg in Uschhorod

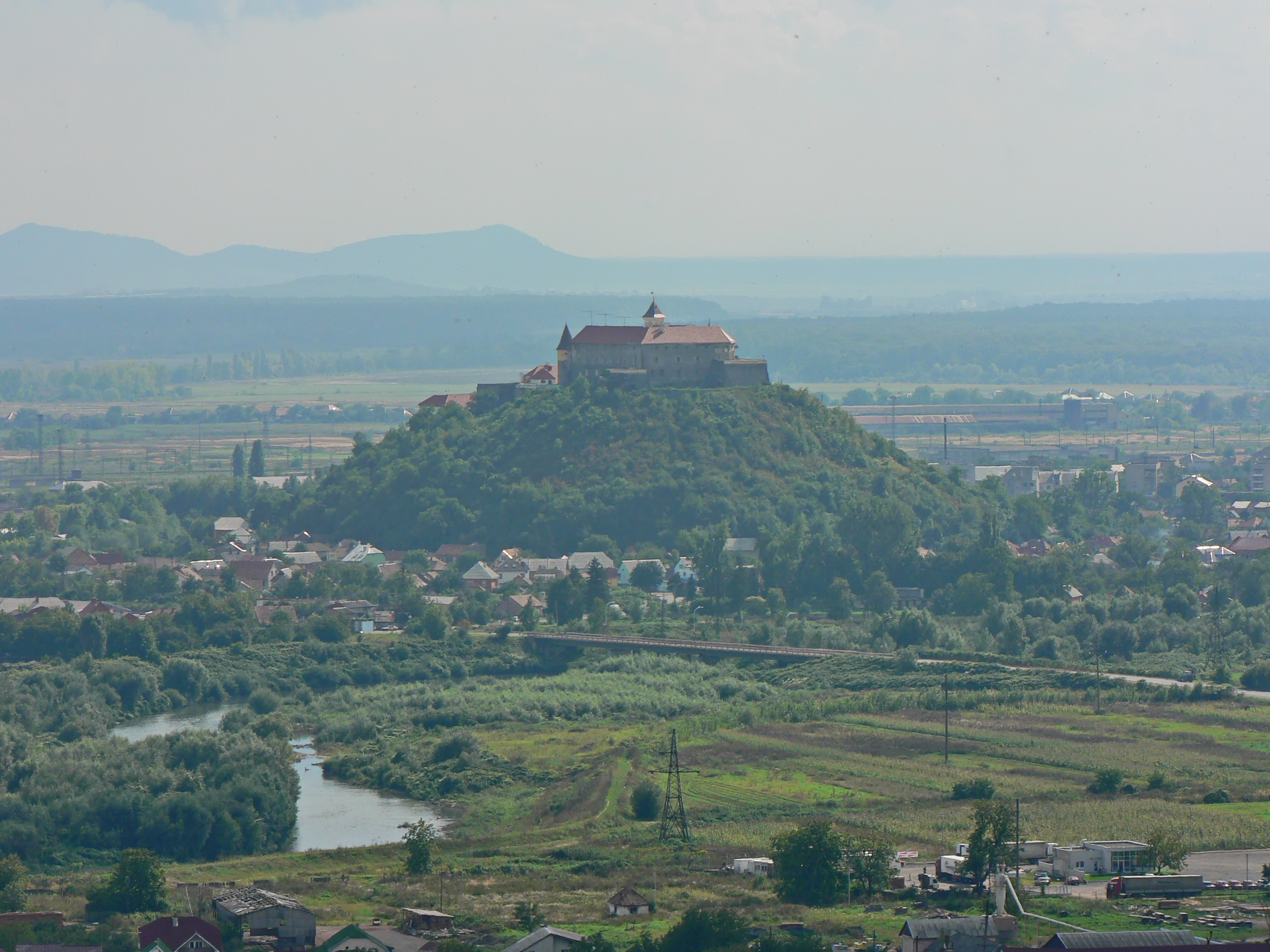
Burg Palanok

3. Burg Kankiw (auch Burg Kanko) bei Wynohradiw
4. Burg Teleki in Dowhe
5. Burg Njalab in Korolewo
6. Schloss Schönborn (auch Beregvár) bei Tschynadijowo
7. Kastell Tschynadijowo in Tschynadijowo
8. Burg Newyzke bei Newyzke
9. Burg Serednje in Serednje
10. Burg Chust in Chust

## Oblast Tschernihiw
1. Festung Korop (abgegangen), Korop
2. Rosumowskyj-Palast in Baturyn

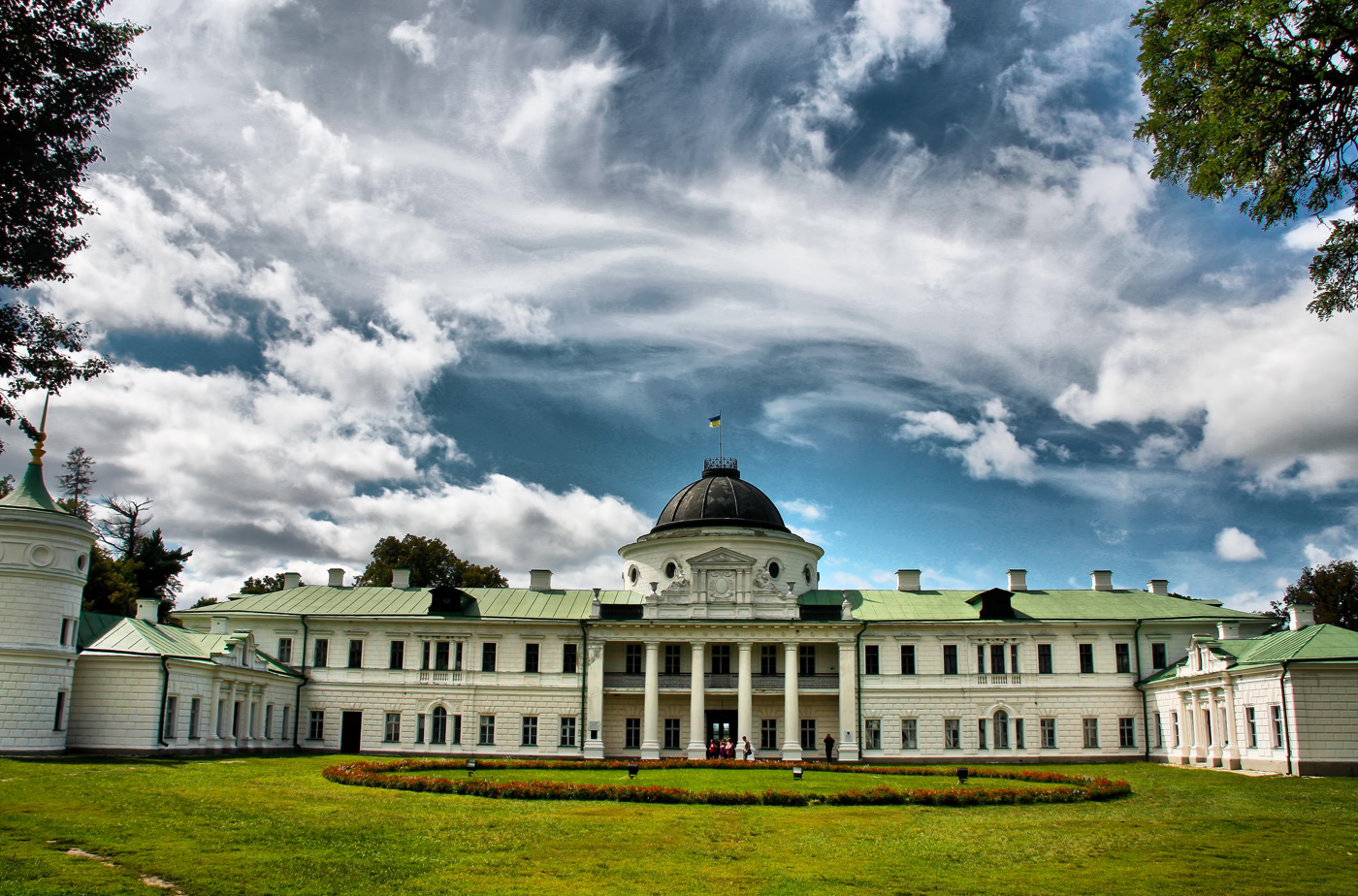
Ehrenhof-Ansicht von Schloss Tarnowski

3. Palast von Rumyantsev-Zadunaiskyi, Wischenka, Rajon Korop
4. → Schloss Tarnowski in Katschaniwka

## Oblast Tscherniwzi
1. Festung Chotyn in Chotyn
2. Schloss Berhometh, Berehomet (1915 zerstört)

## Oblast Wolyn

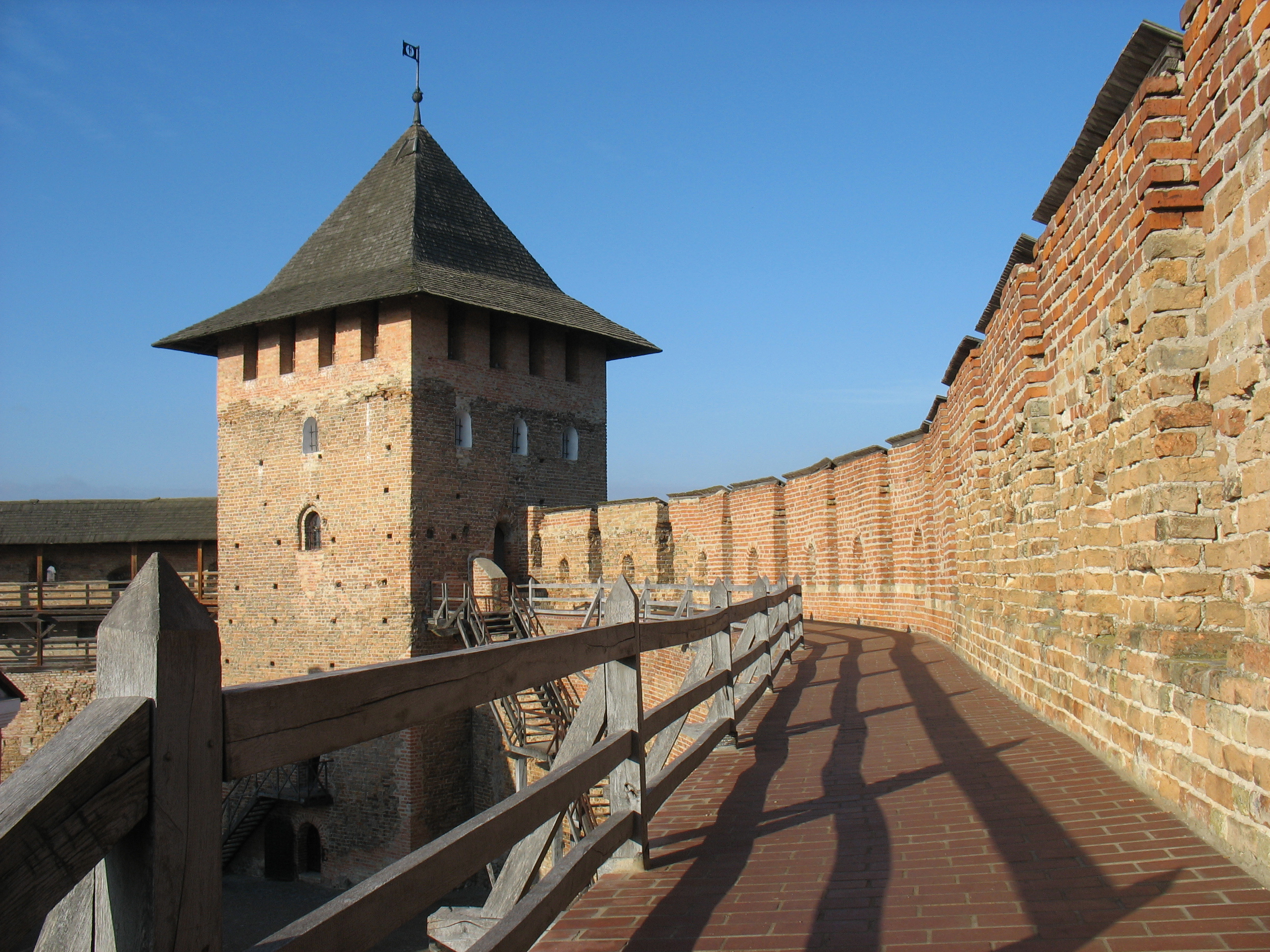
Wehrturm der Burg Luberta

1. Burg Lubarta in Luzk

## Oblast Winnyzja
1. Burg Bar in Bar